# Antoni Chabret i Fraga
Antoni Chabret i Fraga (Sagunt, 28 de maig de 1846 - Sagunt, 4 de setembre de 1907) va ser un historiador valencià, dedicat principalment a la història de la ciutat de Sagunt, de la qual va ser cronista oficial.

## Biografia
Va estudiar Filosofia i Humanitats al Seminari Conciliar de València, i posteriorment Medicina a la Universitat de València. Al Seminari va entaular una relació d'amistat amb Roc Chabàs, condeixeble seu, amb qui compartiria després l'afecció pels estudis històrics.
Va compaginar la professió de metge a Sagunt i els pobles de la seua comarca amb l'estudi de la història de la ciutat, arribant a reunir una extensa bibliografia i àmplies col·leccions arqueològiques.
L'any 1888 va publicar la seua Historia de Sagunto, prologada per Teodor Llorente i que li va valdre l'ingrés a la Reial Acadèmia de la Història.
Publicaria posteriorment nombrosos estudis i monografies sobre temes locals i arribaria a escriure el llibret per a l'òpera El fantasma, de Salvador Giner, estrenada l'any 1900.